# Robert Waldby
Robert Waldby (ou Robert Waldeby) († 29 décembre 1397) est un ecclésiastique anglais devenu éveque d'Aire, archevêque de Dublin, évêque de Chichester et finalement archevêque d'York.

## Biographie
Il était originaire d'York et un frère augustin qui suivit Edouard le Noir en Aquitaine. Après des études à Toulouse, il y devient professeur de théologie. Il devint évêque d'Aire en Gascogne en 1387 et fut transféré à l'archevêché de Dublin en Irlande le 14 novembre 1390. Cinq ans plus tard, il est transféré à l'évêché de Chichester en Angleterre le 25 octobre 1395 et devient finalement archevêque d'York le 5 octobre 1396. 
Waldby meurt le 29 décembre 1397. Son siège était vacant le 6 janvier 1398. Il fut enterré dans la chapelle Saint-Edmund de l'abbaye de Westminster. 